# 강진소방서
강진소방서(康津消防署, Gangjin Fire Station)는 전라남도 강진군을 관할하는 전라남도 소방본부 산하의 소방서이다.
소방서장은 소방정으로 보한다.

## 연혁
- 1994년 7월 1일  : 목포소방서 강진파출소개소
- 1997년 1월 3일  : 해남소방서 강진파출소관할구역조정
- 1998년 5월 30일 : 영암소방서 강진파출소관할구역조정
- 2001년 10월 1일 : 강진파출소 칠량출장소업무개시
- 2002년 10월 1일 : 강진파출소 작천출장소업무개시
- 2006년 6월 20일 : 명칭변경파출소(출장소)→119안전센터(지역대)
- 2006년 10월 31일 : 영암소방서 강진119구조대발대
- 2010년 11월 25일 : 도암지역대이전신축
- 2011년 7월 2일  : 성전지역대이전신축
- 2012년 5월 25일 : 강진소방서 업무
- 2012년 8월 31일 : 강진소방서 개청
- 2016년 7월 7일  : 강진소방서 장흥119구조대 발대
- 2020년 10월 7일 : 장흥소방서 장흥소방서119구조대 장흥119안전센터 정남진(관산)119안전센터 분리
- 2022년 4월 12일 : 성전119안전센터 개청

## 역대서장
- 제1대차덕운(초대)
- 제2대김기석
- 제3대박용기
- 제4대박상래
- 제5대정대원
- 제6대김도연
- 제7대윤강열
- 제8대최기정
- 제9대정용인

## 조직
| - 소방과 - 소방계 - 장비계 | - 방호구조과 - 방호구조계 - 예방안전계 | - 현장대응단 - 진압팀 - 조사지원팀 - 119구조대 |

## 관할센터 및 관할구역
강진소방서는 2개의 119안전센터와 1개의 구조대를 산하에 두고 있다.
| 명칭                 | 사진 | 주소                                          | 관할구역                                         | 지역대                                    |
| -------------------- | ---- | --------------------------------------------- | ------------------------------------------------ | ----------------------------------------- |
| 강진119안전센터      |      | 강진군 군동면 중앙로 223                      | 강진읍 군동면 대구면 도암면 마량면 신전면 칠량면 | 칠량119지역대 마량119지역대 도암119지역대 |
| 성전119안전센터      |      | 강진군 성전면 송학리 837-5 (강진산단로1길 23) | 성전면 병영면 옴천면 작천면                      | 병영119지역대 작천119지역대               |
| 강진소방서 119구조대 |      | 강진군 군동면 중앙로 223                      | 강진군전역                                       |                                           |

## 같이 보기
- 대한민국 소방청
- 대한민국의 소방
- 소방관 계급